# Dictyobia atra
Dictyobia atra är en insektsart som beskrevs av Van Duzee 1914. Dictyobia atra ingår i släktet Dictyobia och familjen sköldstritar. Inga underarter finns listade i Catalogue of Life.